# 78 Pułk Piechoty Armii Krajowej
78 Pułk Piechoty AK – jednostka sił zbrojnych Armii Krajowej utworzona na początku 1944 w ramach akcji odtwarzania struktur Wojska Polskiego sprzed 1939.

## Informacje ogólne
78 Słucki pułk piechoty stacjonował przed 1939 w Baranowiczach i był częścią 20 Dywizji Piechoty. Pułk ten miał być odtworzony siłami oddziałów Armii Krajowej Okręgu Nowogródek, utworzono jednak ostatecznie tylko jeden batalion. Batalion ten tworzył wraz z 27 pułkiem ułanów i szwadronem ckm 23 pułku ułanów Zgrupowanie Stołpeckie AK walczące w Puszczy Nalibockiej.

## Struktura organizacyjna w 1944 r.
I batalion
- stan: 400 (lipiec 1944 r.)
- dowódca: ppor. Witold Pełczyński (ps. „Dźwig”)
  - zastępca: por. Jerzy Piestrzyński (ps. „Helski”)
  - adiutant: chor. Stefan Andrzejewski (ps. „Wyżeł”)
  - szef batalionu: NN  (ps. „Skarga”)
- skład:

1. kompania – plut. z cenz. Józef Zujewski (ps. „Mak”) – poległ, od 25.05.1944 r. ppor. Franciszek Baumgart (ps. „Dan”),
2. kompania – plut. pchor. Stanisław Pilarski (ps. „Zew), od 25.05.1944 r. por. Witold Lenczewski (ps. „Strzała”),
3. kompania – por. Jerzy Piestrzyński (ps. „Helski”).